# 火星综述
以下纲要是对火星的概述和主题介绍：
火星-距太阳第四近的行星，也是太阳系中仅次于水星的第二小行星，它以罗马战神命名，由于表面普遍存在氧化铁而呈现出红色外观，因而，通常又被称为“红色星球”。火星是一颗类地行星，拥有稀薄的大气层，其表面特征让人联想到月球的撞击坑和地球上的山谷、沙漠和极地冰盖。

## 行星分类
- 天体
  - 引力圆形天体
    - 行星
      - 太阳系行星
        - 内太阳行星
        - 外侧行星

      - 类地行星

## 火星位置
- 银河系 – 棒旋星系
  - 猎户臂 – 银河系的一条旋臂
    - 太阳系 – 太阳和环绕太阳运行的天体，包括8颗行星，距太阳第四近的行星是火星
      - 火星轨道

## 火星特征
- 火星大气层
  - 大气环流
- 火星气候
- 火星表面
  - 火星地理
    - 溢出河道

  - 火星地质
    - 火星分界
    - 火星极冠
- 火星日食
- 火星轨道

### 火星表面
火星表面
- 同心坑沉积
- 暗坡条纹
- 尘暴痕迹
- 线状谷底沉积
- 火星表面颜色
- 火星间歇泉
- 火星土壤
- 扇形地形
- 火星暖坡上的季节性流
- 瑞士干酪特征
- 河谷系统
- 火星水文
  - 火星冰川
  - 火星地下水

#### 火星地貌
- 火星混沌地形
  - 火星混沌地形区域
- 火星峡谷
- 火星撞击坑
- 火星冲沟
- 火星坡地
- 火星山脉
- 火星区域
- 火星平原
- 火星河谷
- 勇气号火星车看到的火星表面特征列表

## 火星卫星
火星的卫星
- 福波斯
  - 火卫一独石
  - 火卫一凌日
- 德摩斯
  - 火卫二凌日

## 火星历史
- 火星观测历史
- 火星运河
- 火星运河列表
- 火星古典反照率特征
- 火星水探索年表
  - 火星湖泊

## 火星探索
火星探测
- 火星飞机
- 火星模拟物
- 火星上的人造物体
- 火星大气进入
- 火星直达
- 火星联合探测任务
- 火星飞越
- 火星登陆
- 火星生命
- 火星陨石
- 火星海洋假说
- 火星岩石
- 火星车
- 火星探索计划

### 火星飞越和直接探索任务
火星探测任务
- 火星计划
  - 火星1号
  - 火星2号
  - 火星3号
- 水手号计划
  - 水手3号
  - 水手4号
  - 水手6号和7号
  - 水手8号
  - 水手9号
- 探测器计划
  - 探测器2号
- 海盗号计划
  - 海盗1号
  - 海盗2号
- 弗伯斯计划
- 火星观察者号
- 火星探路者号
  - 旅居者号
- 火星全球探勘者号
- 火星气候探测者号
- 火星极地着陆者号
- 深空2号
- 2001火星奥德赛号
- 希望号探测器
- 火星快车号
  - 小猎犬2号
- 火星探测漫游者
  - 勇气号火星车
  - 机遇号火星车
- 火星勘测轨道飞行器
- 罗塞塔号探测器
- 凤凰号探测器
- 黎明号探测器
- 火星科学实验室
  - 好奇号火星车
- 火星大气与挥发物演化任务
- 火星轨道探测器
- 火星太空生物探测计划
  - 火星微量气体任务卫星
  - 斯基亚帕雷利登陆器
- 洞察号火星探测器
- 火星2020
  - 毅力号火星车
  - 机智号直升机
- 阿联酋火星探测任务
- 天问一号
  - 天问一号轨道器
  - 天问一号展开式相机
  - 天问一号着陆器
  - 祝融号火星车

### 提议的火星探索任务
- 火星太空生物探测计划
  - 哥萨克着陆器平台
  - 罗莎琳德·富兰克林号
- 火星样本取回任务
- 载人火星任务
  - 载人火星任务计划列表
  - 火星前哨
  - 火星定居
  - 火星移民
  - 火星地球化

## 通俗文化中的火星
- 小说中的火星
  - 火星上的约翰·卡特
  - 火星人
    - 火星人玩转地球
    - 世界大战

  - 以火星为背景的电影

## 另请查看
- 天文学纲要
  - 太阳系纲要
- 太空探索刚要

- 火星天文学
- 火星时
- 火星历